# Via dei Malcontenti
Via dei Malcontenti si trova a Firenze, da piazza Piave a via delle Casine angolo via San Giuseppe.

## Storia e descrizione
Il nome della via, che anticamente comprendeva anche via San Giuseppe e il largo Piero Bargellini, deriva dai condannati a morte, che, dalle prigioni del Bargello o dal Carcere delle Stinche, venivano condotti, spesso tra le ingiurie e le percosse del popolo, sul luogo delle esecuzioni capitali, che si trovava fuori dall'antica Porta San Francesco o Porta della Giustizia, che si apriva sui Prati della Giustizia dove veniva eretto il patibolo, vicino alla Torre della Zecca. Dal nome del transito e della porta, la via fu chiamata anche via della Giustizia. 

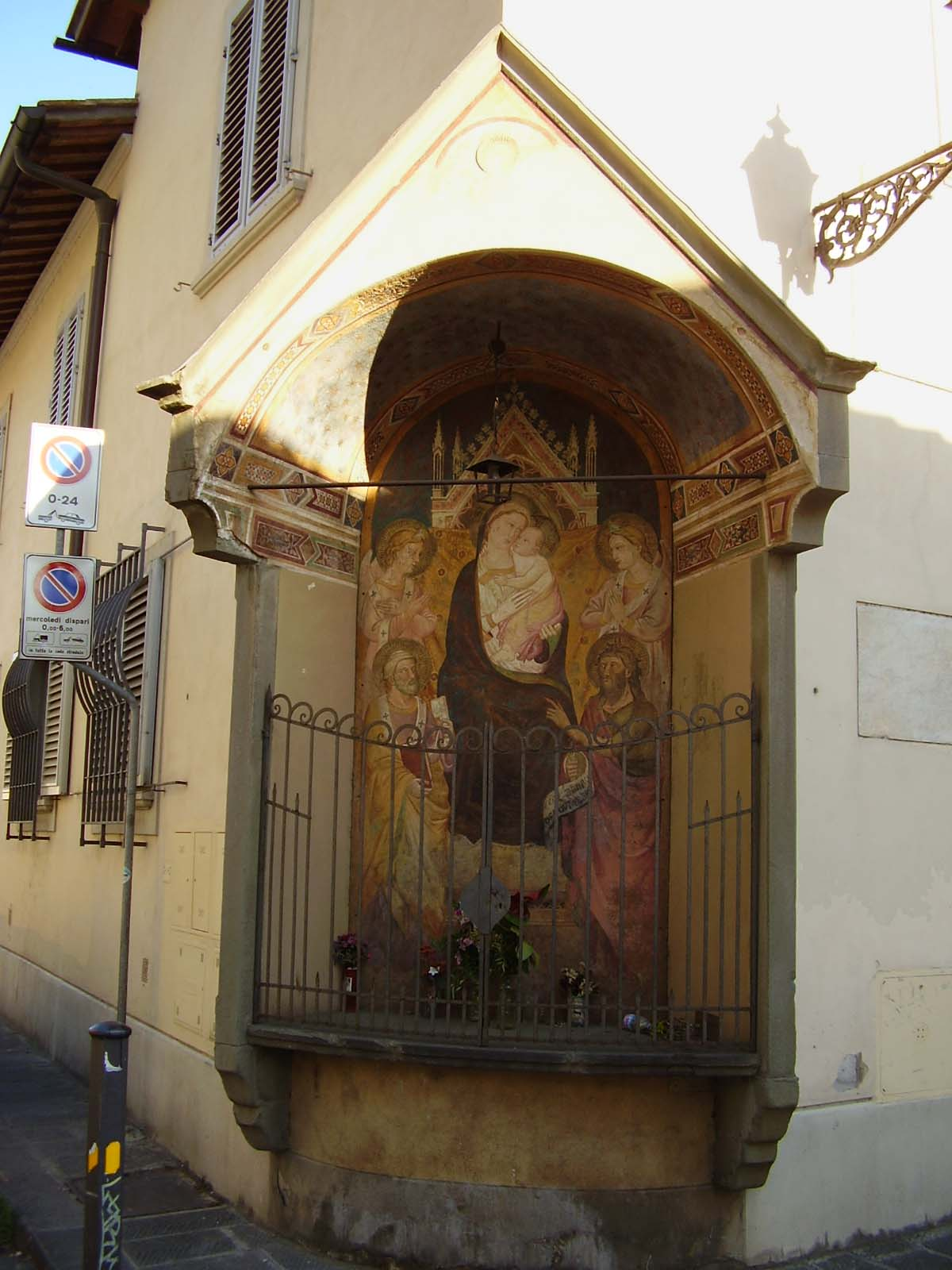
Tabernacolo di via dei Malcontenti

Per la consolazione dei condannati vennero eretti alcuni tabernacoli, come quello grande che si trova all'angolo con via delle Casine, con una Madonna col Bambino tra i santi Giovanni e Pietro, di un seguace di Niccolò Gerini (sostituito da una copia dopo l'alluvione). Per la cura dei "malcontenti" aveva anche sede nella vicina via San Giuseppe la Compagnia di Santa Maria della Croce al Tempio, presso l'omonimo oratorio, che con i Battuti Neri vegliavano il condannato la notte prima della pena capitale e poi lo accompagnavano in processione sino ai Prati della Giustizia. Nella chiesetta al Tempio fuori delle mura ricevevano gli ultimi sacramenti e poi vi ritornavano come spoglie mortali per essere seppelliti nel cimitero della chiesetta, sempre vegliati dai Battuti Neri.
In via dei Malcontenti si trovavano inoltre uno spedale per orfani e infermi, sul lato sinistro della strada dove sorge il tabernacolo, che era stato creato dai tintori, che in questa zona avevano i laboratori e le case. Sull'altro lato era presente un ospedale per appestati, che sorgeva dal 1464 nel sito occupato, fin adall'apoca di Napoleone, dalla Pia Casa di Lavoro di Montedomini, il cui ingresso si trova ancora oggi su questa strada.
La zona anticamente era relegata al margine della città ed era piuttosto malsana, sia per la vicinanza con i laboratori dei tintori, che usavano l'urina come mordente per la tintura per questo erano spesso relegati ai margini delle città, sia per gli ospedali e l'infausta prossimità con i patiboli. Qui l'Arte dei Tintori - presumibilmente dal 1339 - possedeva l'intero isolato oggi delimitato da via Tripoli, via delle Casine, via dei Malcontenti e piazza Piave, con un complesso di edifici che ospitavano l'Università dei Tintori, lo spedale di Sant'Onofrio, una chiesa e ampi orti, di cui oggi rimane a memoria (almeno per quanto riguarda i prospetti esterni) il tabernacolo posto sull'angolo tra via delle Casine e via dei Malcontenti, che appunto su quest'ultima strada ancora reca lo stemma con il pillo e il mazzapicchio incrociati, insegna dell'arte. In onore dello spedale, questo tratto di strada si chiamava "via di San Noferi" (o Nofero, o Onofri), secondo la storpiatura popolare del nome di sant'Onofrio.
Lo Stradario storico e amministrativo del 1913 registra anche altri nomi: "fra via delle Casine e via de' Macci: via del Tempio; oltre: via del Crocifisso".
Accanto allo spedale dei Tintori, secoli dopo, tre benefattori fondarono il conservatorio femminile di Santa Caterina, che poli si spostò in via San Gallo nell'ex-spedale dei Broccardi.